# Vittore Catella
Vittore Catella (né le 15 juillet 1910 à Trivero, dans la province de Biella, dans le Piémont et mort le 14 juillet 2000) était un ingénieur, homme politique à la chambre des députés du parlement italien, et un dirigeant sportif italien.

## Biographie
Vittore Catella participe tout d'abord à la Seconde Guerre mondiale en tant qu'officier pilote, et fut de nombreuses fois décoré, recevant deux médailles d'argent, trois médailles de bronze et cinq croix du mérite
Lauréat en ingénierie, il devient par la suite député au parlement italien pour le PLI au siège de Turin, en même temps qu'il entreprend de reconstruire l'équipe bianconera de la Juventus afin de renouer avec le succès des années précédentes. 
Il reste le président du club turinois de la Juventus de 1961 à 1971, avant d'être remplacé à ce poste Giampiero Boniperti. Il réussit tout de même durant son règne à gagner la Coupe d'Italie 1965 et un scudetto en 1967.
Il est également un amateur de pilotage d'avion et s'essaie au Fiat G.80, le premier avion à réaction italien en 1951. Sa passion pour l'automobile et l'aviation le conduisit ensuite à devenir le président de l'Union internationale motonautique (UIM).
Il continuera à suivre les résultats de la Juventus en tant que tifoso, sans rater un seul match jusqu'à ses 87 ans.
Il meurt le 14 juillet 2000, à la veille de son 90e anniversaire.

## Annexe